# Назарени
Назарени се наричат членовете на група немски художници от началото на 19. век, които се стремят да възродят правдивостта и духовността в християнското изкуство. Името назарени идва от едно присмиване към тях, заради склонността има да се обличат и подстригват в библейски стил.

## История
През 1809 г. шестима студенти от Виенската академия по изобразително изкуство формират художествена кооперация във Виена, наречена Братството на св. Лука (на немски: Lukasbund), по начин на средновековните художествени гилдии със същото име. През 1810 г. четирима от тях Йохан Фридрих Овербек, Франц Проф, Лудвиг Фогел и Йохан Конрад Хотингер се преместват в Рим, където се настаняват в изоставен манастир в Сан Исодоро. Към тях се присъединяват Филип Файт, Петер фон Корнелиус, Юлиус Шнор фон Каролсфелд и Фридрих Вилхелм Шадов, както и по-слабо свързани с тях други немски художници. Те се запознават с австрийския пейзажист Йозеф Антон Кох (1768 – 1839), който става неофициален лидер на групата. През 1827 г. към тях се присъединява Йозеф фон Фюрих (1800 – 1876).
Основната мотивация на Назарените е реакцията срещу Неокласицизма и рутината в академичното преподаване на изкуствата. Те се надявали да върнат изкуството, което въплъщава духовни ценности и е вдъхновено от творците от късното Средновековие и Ранния Ренесанс (виж Куатроченто) и отхвърляли повърхностната виртуозност на по-късното изкуство.
В Рим групата живее полумонашески живот, с цел да пресъздаде условията, в които са работили творците в средновековните студиа. Религиозната тематика доминира в произведенията им и две големи комисии им позволяват да направят опит да възстановят средновековната фреска. Завършени са две серии с фрески в Рим за Каса Бартолди (1816 – 17) (преместени в Старата национална галерия в Берлин) и за Каса Масимо (1817 – 29). Това води до международна известност на Назарените. Въпреки това до 1830 г. всички освен Овербек се завръщат в Германия и групата се разпада. Много от назарените стават влиятелни преподаватели в германските художествени академии.

## Наследство
Трудно е да се определи художествената стойност на творчеството на Назарените. Завършените им картини изглеждат по-малко внушителни сега, отколкото са били за съвременниците им. Непохватна композиция, слаби цветове и повтаряемост на темите намаляват стойността им. Въпреки това идеите на Назарените за правдиво изразяване в изкуството и вдъхновението от творците преди Рафаел ще придобият особено голямо значение в Германия, а също и в Англия под влияние на Прерафаелитите. В отхвърлянето на академичното и на официалното и салонното изкуство, Назарените могат да се смятат за част от антиакадемичния импулс, който ще доведе до авангарда в края на 19. век.

## Отличителни членове
- Петер фон Корнелиус
- Йозеф фон Фюрих
- Йохан Фридрих Овербек
- Франц Проф
- Фридрих Вилхелм Шадов
- Юлиус Шнор фон Каролсфелд
- Едуард фон Стайнле
- Филип Файт
- Йоханес Файт
- Юджийн фон Герард

## Други художници, свързани с движението
- Карл Йозеф Бигас
- Ернст Дегер
- Конрад Еберхард
- Карл Егер
- Мари Еленридер
- Гебхард Филц
- Матиас Гьобелс
- Йозеф фон Хемпел
- Франц Хорни
- Франц Итенбах
- Густав Ягер
- Леополд Купелвиезер
- Фридрих Ланг
- Фердинанд Оливие
- Фридрих Оливие
- Йохан Дейвид Пасавант
- Карл Готлиб Пешел
- Йохан Антон Рамбукс
- Теодор Ребениц
- Йохан Схефер фон Леонхардсхоф
- Лудвиг фон Каролсфелд
- Йохан фон Шраудолф
- Joseph Anton Settegast
- Йохан Майкъл Витмер

## Въшни препратки
Назарените в историята на изукуството
|  | Тази страница частично или изцяло представлява превод на страницата Nazarene movement в Уикипедия на английски. Оригиналният текст, както и този превод, са защитени от Лиценза „Криейтив Комънс – Признание – Споделяне на споделеното“, а за съдържание, създадено преди юни 2009 година – от Лиценза за свободна документация на ГНУ. Прегледайте историята на редакциите на оригиналната страница, както и на преводната страница, за да видите списъка на съавторите. ВАЖНО: Този шаблон се отнася единствено до авторските права върху съдържанието на статията. Добавянето му не отменя изискването да се посочват конкретни източници на твърденията, които да бъдат благонадеждни. |